# Dante Di Loreto
Dante Di Loreto es un actor y productor estadounidense de cine y televisión.

## Biografía
Estadounidense de madre australiana, Dante Di Loreto estudió en la Universidad de California (Santa Bárbara) y en el American Film Institute, donde obtuvo una Maestría en Artes Finas. Comenzó su carrera como actor en los años 1980, participando tanto en cine como en televisión, y posteriormente se dedicó a la producción. También trabajó para la productora de teatro Bill Kenwright Ltd. y para Ryan Murphy Television.

## Filmografía
Actor:
| Año  | Título                 | Notas                                                                  |
| ---- | ---------------------- | ---------------------------------------------------------------------- |
| 1985 | ¡Te pillé!             |                                                                        |
| 1988 | Something Is Out There | Serie de televisión. Participación en el episodio «Gladiator»          |
| 1989 | L. A. Law              | Serie de televisión. Participación en el episodio «The Plane Mutiny»   |
| 1989 | Out on the Edge        | Telefilme                                                              |
| 1990 | Little Vegas           |                                                                        |
| 1991 | Cheers                 | Serie de televisión. Participación en el episodio «Carla Loves Clavin» |

Productor:
| Año       | Título                  | Notas                               |
| --------- | ----------------------- | ----------------------------------- |
| 1994      | Waving, Not Drowning    |                                     |
| 1999      | Inocencia interrumpida  | Productor ejecutivo. Telefilme      |
| 1999      | No me partas el corazón | Productor ejecutivo                 |
| 1999      | N. Y. H. C.             | Productor ejecutivo                 |
| 2001      | My Louisiana Sky        | Productor ejecutivo. Telefilme      |
| 2003      | Die, Mommie, Die!       |                                     |
| 2005      | Viva Cuba               | Productor ejecutivo                 |
| 2008      | Pretty/Handsome         | Telefilme                           |
| 2009-2015 | Glee                    | Productor ejecutivo en 78 episodios |
| 2010      | Temple Grandin          | Productor ejecutivo. Telefilme      |
| 2011      | The Glee Project        | Productor ejecutivo.                |